# Betancuria (kommun)
Betancuria är en kommun i Spanien. Den ligger i den autonoma regionen Kanarieöarna i sydvästra delen av landet, 1 600 km sydväst om huvudstaden Madrid. Antalet invånare är 812 (2024). Betancuria ligger på ön Fuerteventura.